# 다코타 허드슨
다코타 라이언 허드슨(영어: Dakota Ryan Hudson, 1994년 9월 15일 ~ )은 미국의 야구 선수로, 메이저 리그에 소속되어 있는 콜로라도 로키스의 투수이다.